# Mateus Simões

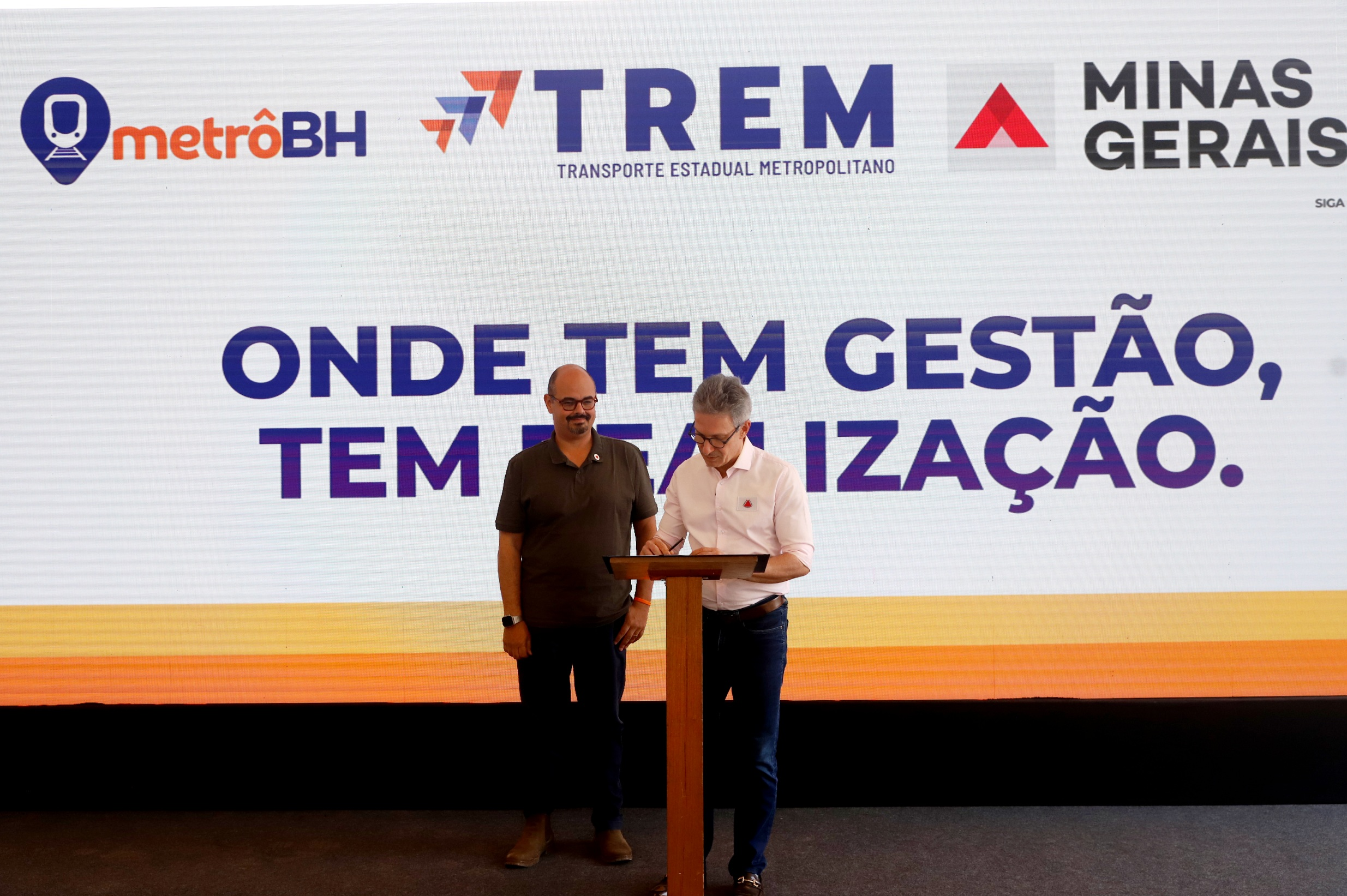
Mateus junto de Zema na assinatura das obras da expansão do Metro de BH.

Mateus Simões de Almeida (Gurupi, 9 de março de 1981) é um advogado, professor e político brasileiro filiado ao Partido Novo (NOVO). É o atual vice-governador do estado de Minas Gerais, eleito nas eleições estaduais de 2022, junto a Romeu Zema como governador. Foi vereador de Belo Horizonte na 18ª legislatura até ser nomeado como secretário-geral do Governo do Estado de Minas Gerais, cargo que exerceu de março de 2020 a janeiro de 2023.

## Biografia
Nasceu no interior do Tocantins, na cidade de Gurupi, no dia 9 de março de 1981. Logo em sua infância,  se mudou para Belo Horizonte, onde viveu grande parte de sua vida. Em 1993, mudou-se para o interior, porém com a morte de seus pais, Gutemberg e Elisa, Mateus e seu irmão voltaram à capital. Em sua juventude, graduou-se em direito e se tornou mestre em direito empresarial na Faculdade Milton Campos, onde, desde sua formação, é professor.

## Carreira política

### Vereador de Belo Horizonte (2017–2020)
Foi eleito vereador em Belo Horizonte em 2016, sendo o primeiro legislador em Minas Gerais pelo Partido Novo. Sua passagem pela Câmara Municipal de Belo Horizonte ficou caracterizada pela sua defesa das pautas liberais, como o corte dos gastos públicos e a crítica à privilégios.

### Secretário-geral de Minas Gerais (2020-2022)
Sua vinda como secretário foi criticada inicialmente por comentaristas políticos, inclusive pelo então vice-governador Paulo Brant, pressupondo que a articulação do governo iria decair, preferindo alguém de fora do Partido Novo.
Durante sua gestão como secretário-geral, Mateus  se destacou pela ampliação de suas atribuições e influência na administração estadual. Ele assumiu a presidência do Comitê de Orçamento e Finanças (Cofin), passou a coordenar a comunicação social e imprensa do governo, e ganhou assento na Câmara de Coordenação da Ação Governamental, reforçando seu papel de articulador entre as secretarias. Sua atuação foi marcada por foco na eficiência administrativa e alinhamento técnico entre os órgãos governamentais, consolidando sua posição como figura central na equipe do governador Romeu Zema.

### Vice-governador (2023-atualidade)
Simões foi eleito vice-governador de Minas Gerais no primeiro turno das eleições de 2022, conquistando 56,1% dos votos válidos. Empossado em janeiro de 2023, ele ampliou sua presença pelo estado, visitando cidades como Pouso Alegre, Montes Claros, Araxá e Passos e representando pessoalmente o governo em Brasília nas negociações da dívida pública, que já supera R$ 170 bilhões, junto à União.
Desde o início do mandato, Simões ajudou a impulsionar o Programa de Pleno Pagamento de Dívidas dos Estados (Propag), enviando 14 projetos para serem aprovados na Assembleia Legislativa, incluindo alguns polêmicos, como da federalização da UEMG, tendo protestos na universidade e Mateus tendo declarado que "Nem a Uemg confia no governo Lula".
Ele também coordenou a modelagem de concessões de 3.200 km de rodovias mineiras, com previsão de R$ 5 bilhões em investimentos, e expandiu iniciativas educacionais como o programa Trilhas de Futuro, que distribuiu 350 mil kits escolares e oferece formação técnica gratuita a alunos da rede estadual.
Mais recentemente, o vice-governador tem se envolvido em polêmicas ao estreitar laços com ex-presidente Jair Bolsonaro e defender em evento do PL que Lula seja "extirpado da história de Minas e do Brasil", em discurso que buscou unificar a direita contra o PT. A postura rendeu críticas de Brasília, como o ministro Alexandre Silveira, que o classificou de oportunista e cobrou uma retratação pelas falas consideradas desrespeitosas ao Palácio do Planalto.

### Pré-candidatura ao Governo de Minas Gerais
Além das polêmicas com o Planalto, Simões engatou, nos bastidores, negociações direta para uma candidatura ao governo do estado, com tentativas de minguar uma candidatura de Rodrigo Pacheco, pelo PSD, e convencer o senador Cleitinho Azevedo (Republicanos) a desistir da pré-candidatura ao governo, numa tentativa de unificar a direita mineira em torno de seu nome. Cleitinho, por sua vez, declarou respeito ao vice-governador, mas reforçou que a decisão final caberá ao eleitor. Outra potencial candidatura é do deputado federal Nikolas Ferreira, e para afagar essa rivalidade Mateus reuniu com o deputado em Montes Claros.

## Desempenho eleitoral
| Ano  | Eleição                     | Partido | Candidato a                                | Votos     | %      | Resultado  | Ref    |
| ---- | --------------------------- | ------- | ------------------------------------------ | --------- | ------ | ---------- | ------ |
| 2014 | Estaduais em Minas Gerais   | PSDB    | Deputado estadual                          | 12.219    | 0,12%  | Não eleito | [ 24 ] |
| 2016 | Municipal de Belo Horizonte | NOVO    | Vereador                                   | 5.522     | 0,46%  | Eleito     | [ 25 ] |
| 2022 | Estaduais em Minas Gerais   | NOVO    | Vice-governador Titular: Romeu Zema (NOVO) | 6.094.136 | 56,18% | Eleito     | [ 26 ] |